# 氨基乙二酸半醛磷酸泛酰巯基乙胺基转移酶
氨基乙二酸半醛磷酸泛酰巯基乙胺基转移酶（英语：L-aminoadipate-semialdehyde dehydrogenase-phosphopantetheinyl transferase，AASDHPPT）一种在人体中由氨基乙二酸半醛磷酸泛酰巯基乙胺基转移酶基因编码的酶。
该基因编码的蛋白质与酿酒酵母LYS5相似，是在赖氨酸生物合成途径中α-氨基己二酸脱氢酶激活所必需的物质。 酵母α-氨基己二酸脱氢酶将α-生物合成的氨基己二酸半醛转化为α-氨基己二酸。有人提出人类基因的缺陷会导致哌可酸血症。